# Polizeiruf 110: Das Zeichen
Das Zeichen ist ein deutscher Kriminalfilm von Bodo Fürneisen aus dem Jahr 2004, produziert im Auftrag des rbb. Es ist die 253. Folge innerhalb der Filmreihe Polizeiruf 110 und der siebte Fall für Hauptmeister Horst Krause und der dritte Fall für seine Partnerin Johanna Herz.

## Handlung
In Potsdam wird an der Havel die Leiche einer unbekannten jungen Frau gefunden. Erst nach einigen Recherchen findet Krause heraus, dass es sich dabei um eine Amanda Rösler handelt. Hinweise in Röslers Wohnung deuten auf einen satanistischen Lebensstil. Kommissarin Herz sucht die Schwester der Toten auf, die seit zwei Tagen ihre sechsjährige Nichte in Pflege hat. Amanda hatte sie ihr kurzfristig anvertraut und schien vor irgendjemandem auf der Flucht zu sein. Diese Vermutung bestätigt Leonie Herz, die ebenfalls vor zwei Tagen Sandra Voigt, einer Schulfreundin, Unterschlupf gewährt hatte und die zusammen mit Amanda ohne Voranmeldung bei ihr aufgetaucht und ebenso plötzlich wieder verschwunden war.
Da Carola Leipold ihre Nichte Mona nicht länger behalten kann, nimmt Kommissarin Herz sich ihrer an. Auffällig ist eine große Verstörtheit des Kindes. So spricht sie kaum und hat panische Angst bei Dunkelheit. Nur sehr langsam findet Herz Zugang zu ihr. Anhand ihrer Zeichnungen schließt Herz wiederum auf einen satanistischen Hintergrund. Allem Anschein nach ist Amanda Rösler in die Fänge einer solchen Sekte geraten und hatte auch ihre Tochter dort mit hineingezogen. Anhand einer E-Mail zu einer Selbsthilfegruppe ist davon auszugehen, dass sie aus der Gruppe aussteigen wollte.
Inzwischen meldet sich Sandra Voigt bei Leonie Herz, doch ehe sie ihrer alten Freundin helfen kann, wird diese von zwei Männern entführt. Ihr eigener Freund Christian Wedemann hat sie mit Gewalt zu ihrer Gruppe zurückgeholt. Er fürchtet Repressalien ihres Anführers Mertens. Als er von Sandra erfährt, dass sie ein Kind von ihm erwartet, gibt er diese Nachricht umgehend an Mertens weiter. Nach ihrer Lebensphilosophie gehören die Kinder allen, so wie auch die Körper der Mädchen allen gehören. Um sie gehorsam und gefügig zu machen, werden sie gefoltert und Todesängsten ausgesetzt. Nachdem sich Herz über die abartigen Methoden der satanistischen Gruppe, der Amanda angehörte erkundigt hat, ist sicher, dass der eigentliche Hintergrund nicht nur Macht, sondern auch ein lukrativer Kinderhandel ist. Daher setzt Mertens alles daran, um auch Amandas Tochter Mona zurückzuholen. Das Kind weiß nicht, dass ihre Mutter nicht mehr lebt und so lässt es sich, mit dem Versprechen zu ihrer Mutter gebracht zu werden, von Christian Wedemann aus dem Kinderheim weglocken, in welchem es betreut wird.
Nach Krauses Recherchen finden neuerdings Schwarze Messen in einer Dorfscheune statt. Als er sich eines Abends dort umsehen will, wird er niedergeschlagen. Trotzdem kann er unter anderen Christian Wedemann erkennen, nachdem nun massiv gefahndet wird. Nach Untersuchung seines Wagens steht fest, dass darin Amandas Leiche transportiert worden ist. Als sie Wedemann finden, hat er sich bereits erhängt. In einem Abschiedsbrief gesteht er, den Tod Amandas verschuldet zu haben. Er selber hätte zu spät begriffen, dass er von der Gruppe nur ausgenutzt wurde.
Auf der Suche nach Mona wird Gruppenleiter Mertens observiert und als er sich mit einem Kunden trifft, dem er das Kind übergeben will, verhaftet.

## Hintergrund
Das Zeichen wurde am 15. Februar 2004 im Ersten zur Hauptsendezeit erstmals ausgestrahlt.

## Kritik
Rainer Tittelbach von tittelbach.tv bewertet diesen Polizeiruf nicht sehr positiv und schreibt: „Im Gegensatz also zu ihren Vorgängern Katrin Sass und Jutta Hoffmann bleibt Imogen Kogge als Kommissarin Herz auch in ihrem dritten Fall blass. Der Krimi, der thematisch harte Geschütze auffährt, ohne Neues zu erzählen, und in Buch und Regie Mittelmaß ist, gibt auch wenig Möglichkeit zur Profilierung.“
Die Kritiker der Fernsehzeitschrift TV Spielfilm vergaben hingegen die bestmögliche Wertung (Daumen nach oben) und schrieben: „Verlässliche, solide Aufklärungsarbeit“, die dem Thema „keine neuen Aspekte ab[gewinnt]“.